# HD138105
HD138105 — хімічно пекулярна зоря спектрального класу A3, що має видиму зоряну величину в смузі V приблизно  6,2.
Вона  розташована на відстані близько 234,1 світлових років від Сонця.

## Фізичні характеристики
Зоря HD138105 обертається 
порівняно повільно 
навколо своєї осі. Проєкція її екваторіальної швидкості на промінь зору становить  Vsin(i)= 29км/сек.